# 新型宇宙ステーション補給機
新型宇宙ステーション補給機（しんがたうちゅうステーションほきゅうき）は、国際宇宙ステーション（ISS）へ食料・水などの物資や機材を届ける目的で開発中の、日本の無人宇宙補給機。通称はHTV-X。開発元は宇宙航空研究開発機構（JAXA）。
2022年より、従来の宇宙ステーション補給機（HTV、こうのとり）に代わってISSへの補給業務を担当する予定であった。しかし、H3ロケットの開発が延長されたため、2022年12月に発表された宇宙基本計画工程表（令和4年度改訂）時点では、2023年度末か2024年度初頭のHTV-X1号機の打ち上げが予定されていた。H3ロケット1号機の打ち上げ失敗によって2025年度以降に延期されている。また補給以外のミッションへの利用も想定されている。初号機開発費は351億円。

## 概要
H3ロケットに搭載されて、従来のHTV同様に種子島宇宙センターから打ち上げられ、高度約400キロメートル上空の軌道上を周回する国際宇宙ステーション（ISS）へ食糧や衣類、各種実験装置などの補給物資を送り届けるのがメインミッションである。ただし従来のHTVが補給完了・ISS離脱後数日で大気圏に突入し廃棄処分とされていたのに対し、HTV-XではISS離脱後も一定期間軌道上にとどまり、その他のミッションを行えるようになる。
メカニズムの面では、従来の電気/推進モジュールが「サービスモジュール」として統合され、スラスタもサービスモジュールに集約される。なおHTVに搭載されていたメインエンジンは廃止され、120Nの姿勢制御スラスタ×24基のみで飛行を行う形になる。
PCBM（ドッキング機構）や与圧部の気圧センサーなどは、シエラ・ネヴァダ・コーポレーションが開発している。

## 主な特長
従来型のHTVと比較した、HTV-Xの特長は以下の通り。

### 輸送内容の向上
従来のHTVでは与圧部・非与圧部を合わせて約4トンの物資を輸送できたのに対し、搭載量を5.82トンまで増加。またカーゴ容積も従来比で約60%増となる。さらにカーゴ内に搭載する実験ラック等へ給電を行うことも可能になる。構成としては与圧部の搭載箇所を拡大する一方で、暴露カーゴをサービスモジュールの先端部に取り付ける形に変更するなどの変更が行われる。ISSへの滞在期間も、従来の最大60日間から最大6ヶ月間に延長される。

### 軌道上運用能力の強化
前述したとおり、HTV-XではISSからの離脱後も最長1年半の間軌道上にとどまり、各種実証実験のためのプラットフォームとして利用することが想定されている。具体的には「小型衛星の放出」「ISSから離れた環境での与圧実験」「自動ドッキングの技術検証」などが計画されており、そのため推薬タンクの容量増、太陽電池パネルのパドル化・大型化などが行われる。

### 月探査補給機への発展
アメリカや日本などが将来的に計画している、月軌道プラットフォームゲートウェイ（Gateway）への物資・燃料補給機としてHTV-Xを利用することも検討されている。Gatewayでは補給機について完全無人での自動ドッキング能力が要求されることになっているため、当面は従来どおりのロボットアームによるドッキングを利用しつつも、将来的に自動ドッキングへの移行を進めるべく、HTV-Xを用いた実証実験を行う予定。なお月への補給を行う際は、現状ロケットの打ち上げ能力不足により一度に打ち上げを行うことができないため、サービスモジュールと与圧モジュールを別々に打ち上げた上で軌道上でドッキングを行う形が検討されている。

## 諸元
※2020年時点の開発途中でのもの。
- 全長 8.0m
- 直径 4.4m
- 打ち上げ時質量 約16トン
- 目標軌道（ISS軌道） 
  - 高度：300km - 500km
  - 軌道傾斜角：約51.6度
- ミッション時間
  - ISS滞在可能期間：最長6ヶ月
  - ISS離脱後飛行能力：最長1.5年